# 网络机顶盒
网络电视机顶盒，是2012年开始兴起的一种电视互联网终端設備，也被称作互联网播放机、互联网高清播放机、电视伴侣、电视盒子、网络机顶盒等，亦常被简称作“盒子”。该设备的操作系统通常基于tvOS或Android或Linux，藉由通过Wifi无线网络或以太网等實體線路与互联网進行连接。在连接互联网之後，可以实现在传统的电视上在线点播、在线电视直播、浏览网页、收看海外電視與电影、甚至是玩游戏。
由於部分网络机顶盒的操作相當简单，价格低廉，而大受欢迎。導致近年有一些上市的智慧電視機甚至將Android等系統附加在電視主機板內，实现了内置传统电视机顶盒。

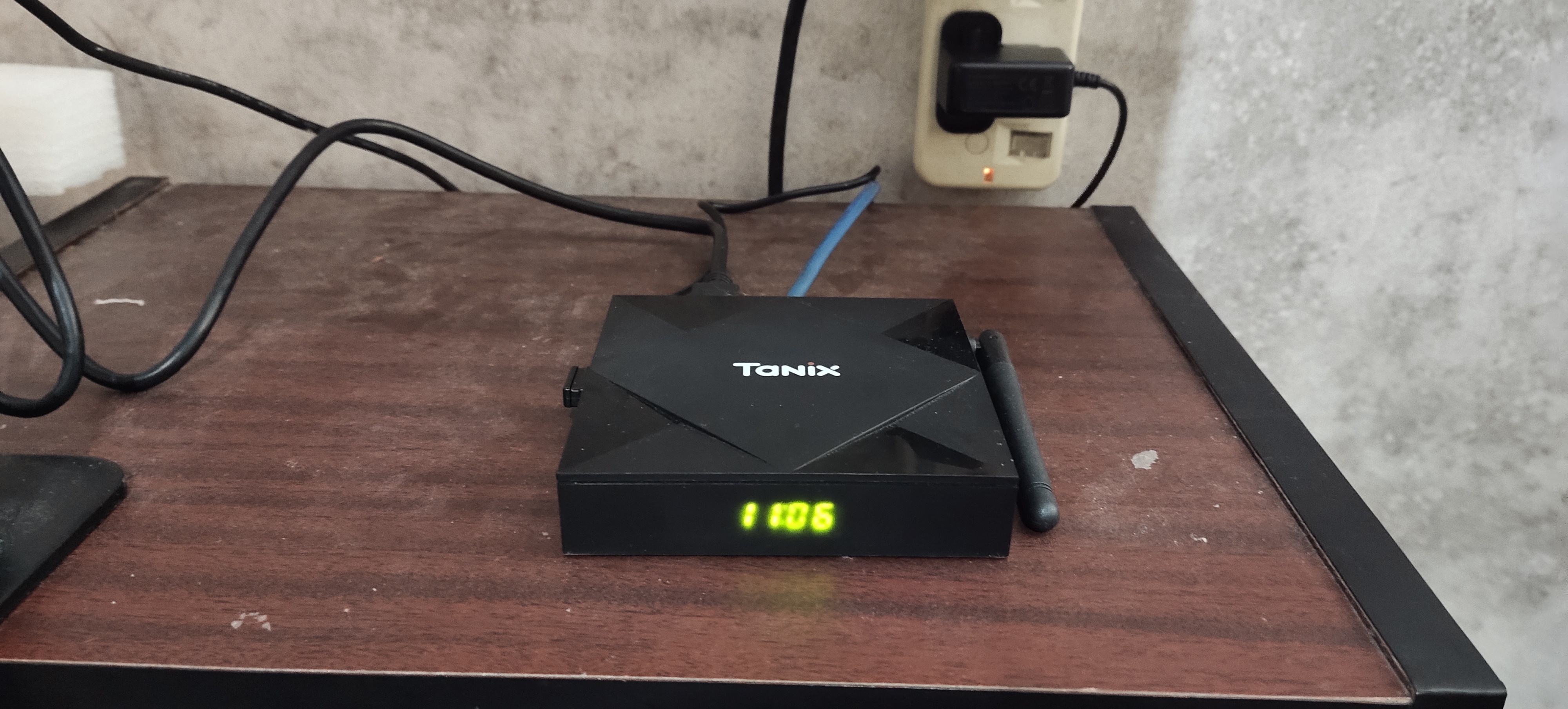
網絡機頂盒

## 主要功能
- 电视直播，安装特制的APP之后，在电视上收看到全球的电视节目。
- 网络视频点播，在安装视频发布网站的APP之后，可以在电视上观看高清晰的在线视频，如YouTube、vimeo，以及中国大陆的优酷、爱奇艺等。
- 本地视频播放，通过局域网服务器，或移动记忆设备实现视频文件的播放。
- 可以在系统中装载第三方的应用程序，如各类游戏。

## 平台陣營

### Apple TV
以tvOS作為核心系統的只有美國蘋果公司。

### android
以android作為核心系統的电视盒有很多家，這也是最複雜的陣營，每一家的介面、操作方式與電視盒訴求的差異頗大。

### Android TV
Android TV 是Google推出的专为电视和数字媒体播放器（例如机顶盒和相关流媒体）所设计之Android分支版本。
与开源Android系统不同的是使用Android TV系统需要通过谷歌合作认证，并依照 Android TV 制式标准提供一贯的操作体验。
它提供一套以内容发现、语音搜索为特色的用户界面，能够集成来自不同媒体服务和Google Play Store应用的内容，并能够与Google的其他产品联动，
例如Google智能助理、ChromeCast、Google知识图谱。
由于中国国家新闻出版广电总局政策的监管，任何一台正规厂商出品的网络机顶盒都必须有相应的牌照方，才可以提供互联网电视节目服务。目前中国大陆有七大牌照方：
| 牌照方                | 品牌                         | 验收时间       |
| --------------------- | ---------------------------- | -------------- |
| 中国网络电视台(CNTV)  | 中国互联网电视(icnTV)        | 2010年6月      |
| 上海文广新闻传媒集团  | 百视通(BesTV)                | 2010年7月      |
| 杭州华数              | 华数TV                       | 2010年8月      |
| 南方传媒(SMC)         | 互联八方(云视听)             | 2011年3月16日  |
| 湖南广播电视台        | 芒果TV                       | 2011年5月      |
| 中国国际广播电台(CRI) | 中国国际广播电视网络台(CIBN) | 2011年6月22日  |
| 中央人民广播电台      | 央广银河(GITV)               | 2011年11月10日 |

不在牌照方合作之外的山寨网络机盒随时会有停止视频服务的风险，而有牌照的机顶盒则可以享受多样化的媒体娱乐，用户在采购时需要关注一下产品的牌照。
而芒果TV方面，则与海美迪合作自产“芒果嗨Q”电视盒子。

## 争议

### 版权问题
網路電視機頂盒中存在著大量侵犯原作版權的產品。例如電影《西游·降魔篇》在上映數天後便能在網路電視機頂盒找到片源。

### 审查制度
中華人民共和國政府對電視節目有十分嚴格的審查制度，而網路電視機頂盒可以跳過該審查。例如通過安裝應用程序，即可播放海外NHK、BBC電視台的電視節目（不少敏感的海外電視節目長期遭到中華人民共和國政府封殺）（但需注意，部分网络机顶盒提供的翡翠台，明珠台可能为广东有线版本）。

## 相关
- Apple TV
- Google TV